# Bosut
 Ovo je glavno značenje pojma Bosut. Za druga značenja pogledajte Bosut (razdvojba).
Bosut je ravničarska rijeka koja teče kroz istočnu Hrvatsku i sjeverozapadnu Srbiju, u Slavoniji i Srijemu. Pritok je rijeke Save, ukupne duljine oko 186 km. 
Korito počinje u blizini lijevoga nasipa Save između Županje i Štitara (45°05′46″N 18°40′36″E / 45.09611°N 18.67667°E), kao sadašnji kanal Bosut, a u prošlosti tu je postojala veza sa Savom. U kanalu sada nema značajnog toka pa prvu vodu, a po nekima i ime, rijeka Bosut dobiva 2400 metara dalje, od rijeke (Istočne) Berave (45°06′59″N 18°40′45″E / 45.11639°N 18.67917°E). Moguće je da je Bosut bio rukavac Save koji se spojio s Beravom ili je tu postojao rimski kanal koji je od Save vodio do Berave. Usko se korito širi u Cerni gdje u Bosut slijeva utječe rijeka Biđ (Bič).
Za postanak i oblik Bosuta, Biđa i njihovih desnih pritoka najzaslužniji su visoki vodostaji Save i njezinih pritoka Bosne i Drine. Odljevni vodotok imena Bosut nastao je u posljednjem zavoju velikih meandara Save, a navale vode uzrokovale su da se tok protegne na sjever sve do Vinkovaca. Do Vinkovaca širina mu naraste do oko 40 metara, a poslije njih dalje teče na jugoistok. Kod Lipovca se u nj ulijeva Spačva, potom ulazi u Spačvanski bazen sa značajnim kompleksom šuma hrasta lužnjaka. U Srbiji se kod mjesta Bosuta ulijeva u Savu. 
Tok Bosuta trom je jer teče kroz ravničarski kraj, što ga čini gotovo neprimijetnim u nekim dijelovima, osobito tijekom ljeta kad vodostaj može biti vrlo nizak. Tomu svjedoči i izvor imena na turskome jeziku: boš za prazan ili pust i sut za vodu. Da mu dno nije muljevito i ilovnato moglo bi ga prelaziti kolima. Zbog takvoga toka rijeka ima specifičan ekosustav, bogat ribom i močvarnim biljem te dubokom naslagom mulja od njihova truljenja. Kod Vinkovaca voda se zadržava branom, a porječje je puno kanala za odvodnjavanje.
Plinije Stariji (III. 148) spominje ga kao Basuntius, s postajom ad Basante; to ime izvode iz indoeuropskog korijena bhog- za potok. Priča se da su stari Rimljani znali kazati kako u svom Carstvu imaju rijeku koja dopodne teče na jednu stranu, a popodne na drugu, a misli se na Bosut, koji ponekad tako mirno teče da se i malim vjetrom voda pokrene u jednom ili drugom smjeru.[nedostaje izvor]
Iako nije velik plovni put, Bosut je od povijesne važnosti za poljoprivredu i ribarstvo. U prošlosti je bio ključan za navodnjavanje i opskrbu vodom okolnih naselja. Danas se koristi uglavnom za sportski ribolov (som, šaran, štuka), a područje uz rijeku privlači ljubitelje prirode zbog bogate flore i faune.
Naselja kraj Bosuta jesu Gradište, Cerna, Andrijaševci, Rokovci, Vinkovci, Privlaka, Nijemci, Podgrađe, Apševci, Lipovac, Batrovci, Morović, Višnjićevo i Bosut.

## Galerija
- Izletište Sopotac kod Nijemaca
- Vinkovci
- Vinkovci
- Ušće Bosuta Srbiji

## Vanjske poveznice
|  | Zajednički poslužitelj ima još gradiva o temi Bosut |